# ملعب يعقوب جون
ملعب يعقوب جون، كان يُعرف سابقا باسم ملعب التحرير، هو ملعب متعدد الاستخدامات يقع في مدينة بورت هاركورت النيجيرية. غالبا ما يُستخدم لمباريات كرة القدم. يسع الملعب لجلوس 25 ألف متفرج . يعتبر الملعب الرسمي الذي يخوض فيه نادي دولفين مبارياته.
وفي عام 2015، أعيد تسميته تكريمًا لرئيس الدولة النيجيري العسكري السابق، الجنرال يعقوب جون.